# کونفور
کونفور (به فرانسوی: Confort) یک کمون (فرانسه) در فرانسه است که در ان (اوورنی-رون-آلپ) واقع شده‌است.
 کونفور ۱۱٫۶۶ کیلومتر مربع مساحت دارد  ۵۵۰ متر بالاتر از سطح دریا واقع شده‌است.